# Leonti (Patriarch)
Leonti (bulgarisch Леонтий Български, transkribiert Leontij Balgarski) war der erste Patriarch von Bulgarien.

## Leben und Wirken
Geboren in Preslaw, war er von 917 bis 927 Patriarch der bulgarisch-orthodoxen Kirche.